# Perlegrå måge
Perlegrå måge (latin: Chroicocephalus novaehollandiae) er en fugleart, der lever i Oceanien.